# Beastie Boys Story
Pour plus de détails, voir Fiche technique et Distribution.

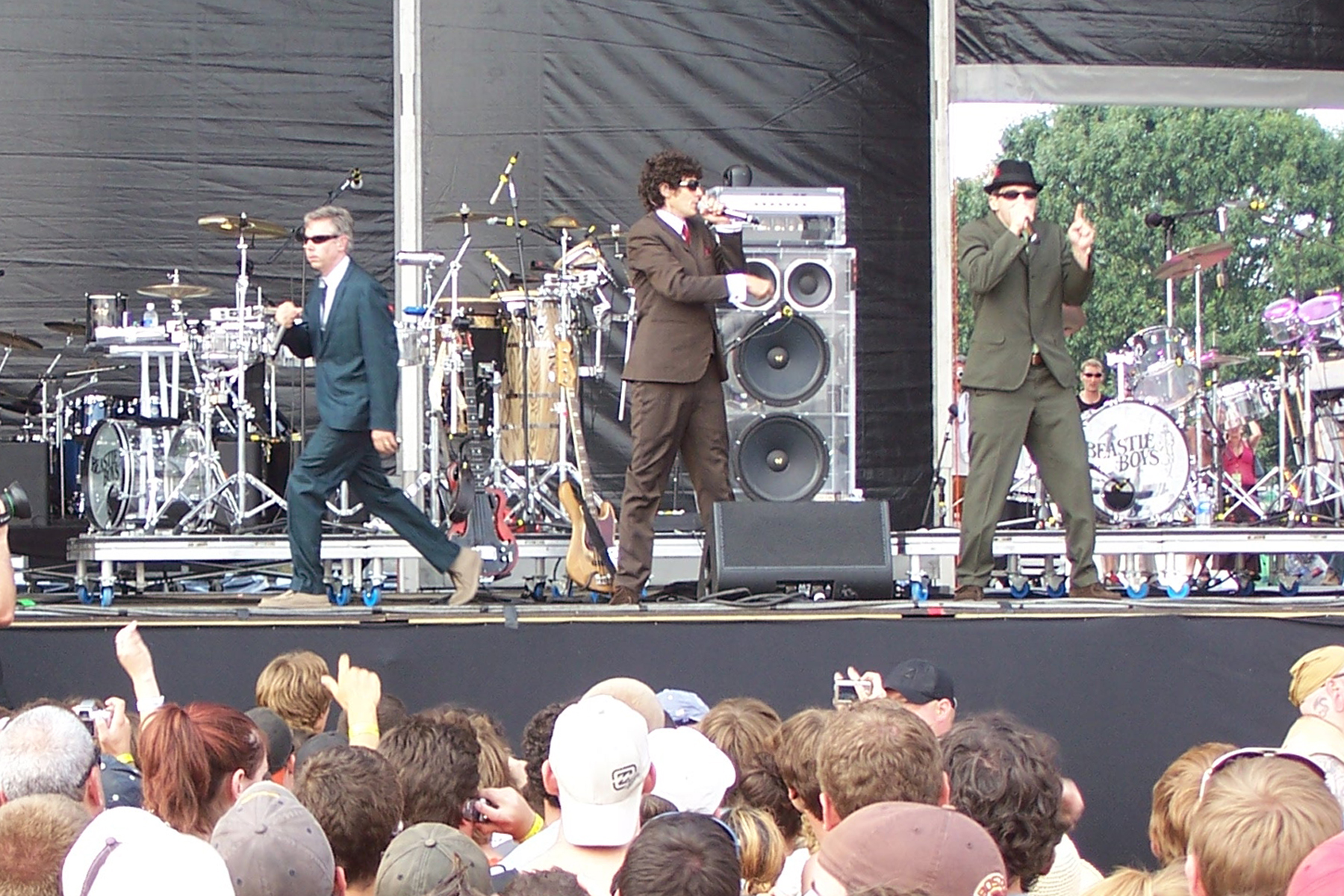
Beastie Boys au Virgin Festival, 2007

Beastie Boys Story ou L'Histoire des Beastie Boys au Québec est un film documentaire américain réalisé par Spike Jonze et sorti en 2020 sur Apple TV+. Il suit les principaux membres du groupe Beastie Boys.

## Fiche technique
Sauf indication contraire, les informations mentionnées dans cette section peuvent être confirmées par la base de données cinématographiques IMDb,  présente dans la section « Liens externes ».
- Titre original et français : Beastie Boys Story
- Titre québécois : L'Histoire des Beastie Boys
- Réalisation : Spike Jonze
- Scénario : Adam Horovitz, Michael Diamond et Spike Jonze
- Direction artistique : Eric Dean
- Décors : Sam Lisenco
- Photographie : Autumn Durald
- Montage : Jeff Buchanan et Zoe Schack
- Production : Amanda Adelson, Jason Baum et Spike Jonze

Producteurs délégués : Michele Anthony, Thomas Benski, David Blackman, Dan Bowen, Sam Bridger, John Cutcliffe, Jonah Hill, Adam Horovitz, Michael Diamond, Ashley Newton, John Silva, Peter Smith et Dechen Wangdu
- Sociétés de production : Fresh Bread, Oscilloscope, Polygram et Pulse Films
- Société de distribution : Apple TV+
- Budget : n/a
- Pays d'origine :  États-Unis
- Langue originale : anglais
- Format : couleur -
- Genre : documentaire musical
- Durée : 120 minutes
- Dates de sortie[2] :
  - Monde : 24 avril 2020

## Distribution
- Adam Horovitz
- Michael Diamond
- Adam Yauch (images d'archives)
- Ben Stiller
- Steve Buscemi
- David Cross
- Michael K. Williams
- Aerosmith (images d'archives)
- Bad Brains (images d'archives)
- Afrika Bambaataa (images d'archives)
- Kurtis Blow (images d'archives)
- Mario Caldato Jr. (images d'archives)
- Dick Clark (images d'archives)
- Don Cornelius (images d'archives)
- Adam Curry (images d'archives)
- Tenzin Gyatso (14e dalaï-lama) (images d'archives)
- Karen Duffy (images d'archives)
- The Dust Brothers (images d'archives)
- Luscious Jackson (images d'archives)
- Spike Jonze (voix)
- Kurt Loder (images d'archives)
- Madonna (images d'archives)
- Money Mark (images d'archives)
- Joan Rivers (images d'archives)
- Rick Rubin (images d'archives)
- Run–DMC (images d'archives)
- Kate Schellenbach (images d'archives)
- Russell Simmons (images d'archives)
- T La Rock (images d'archives)

## Sortie
Beastie Boys Story devait avoir une première mondiale à South by Southwest le 16 mars 2020, mais le festival a été annulé en raison de la pandémie de Covid-19
Le film devait également sortir version limitée au cinéma aux États-Unis, à partir du 3 avril 2020 dans une sélection de cinémas IMAX, mais, cela n'a pas pu se faire en raison de la fermeture des cinéma qui a commencé à la mi-mars en raison des restrictions sanitaires.
À la suite de ces annulations, la seule sortie possible fut celle initialement prévue après la sortie cinéma, c'est-à-dire la sortie sur Apple TV+ le 24 avril 2020, dans le monde entier.

## Accueil
Le film a reçu des critiques généralement positives, obtenant une cote d'approbation de 94% sur Rotten Tomatoes, et une note de 75 sur 100 sur Metacritic.
Cependant, Erik Adams de The A.V. Club a donné au film un C+ et l'a critiqué pour son mauvais rythme et son manque de plaisir.

## Distinctions
| Année | Cérémonie             | Catégorie                              | Nommé (e) (s)                                                                                            | Résultat   |
| ----- | --------------------- | -------------------------------------- | --- | ---------- |
| 2020  | Emmy Awards           | Meilleur documentaire                  | Jason Baum, Amanda Adelson, Spike Jonze, Mike Diamond, Adam Horovitz, Dechen Wangdu-Yauch and John Silva | Nommés     |
| 2020  | Emmy Awards           | Meilleur photo pour un documentaire    | Jeff Buchanan and Zoe Schack                                                                             | Nommés     |
| 2020  | Emmy Awards           | Meilleur son pour un documentaire      | Martyn Zub, Paul Aulicino and Pernell Salinas                                                            | Nommés     |
| 2020  | Emmy Awards           | Meilleur mixage pour un documentaire   | William Tzouris, Jacob Feinberg and Martyn Zub                                                           | Nommés     |
| 2020  | Emmy Awards           | Meilleur écriture pour un documentaire | Mike Diamond, Adam Horovitz and Spike Jonze                                                              | Nommés     |
| 2020  | Critics Choice Awards | Meilleur documentaire musical          | Beastie Boys Story                                                                                       | Récompensé |